# Helveticosaurus
Helveticosaurus zollingeri
Genre
Espèce
Helveticosaurus est un genre éteint de diapsides marins du Trias moyen (Anisien-Ladinien) du sud de la Suisse. Il contient une seule espèce, Helveticosaurus zollingeri, connue à partir de l'holotype presque complet T 4352, recueilli à Cava Tre Fontane, sur le site fossilifère du Monte San Giorgio, une zone bien connue pour son riche témoignage sur la vie marine au Trias moyen.

## Description et paléobiologie
Helveticosaurus est connu par un holotype presque complet comprenant les os prémaxillaire, maxillaire, préfrontal, postfrontal, postorbital, squamosal, dentaire et un squelette du reste du corps. Plusieurs éléments désarticulés sont aussi connus, notamment des dents, une partie du museau et d'autres éléments du reste du squelette. Helveticosaurus fait environ 2 mètres tout compris. Il possède de nombreux caractères adaptés à la vie marine dans les eaux peu profondes de l'Europe à l'époque où la plupart du continent faisait partie de l'Océan Thétys. Sa longue queue flexible est similaire à celle d'autres reptiles marins éteints comme les thalattosauriens, et il se déplaçait probablement dans l'eau par ondulations latérales. Helveticosaurus possédait cependant aussi une ceinture pectorale robuste et des membres antérieurs bien adaptés pour pagayer, comme on le voit chez les tétrapodes aquatiques secondaires. Cette combinaison d'ondulations et de pagayage est très inhabituelle pour un reptile aquatique.

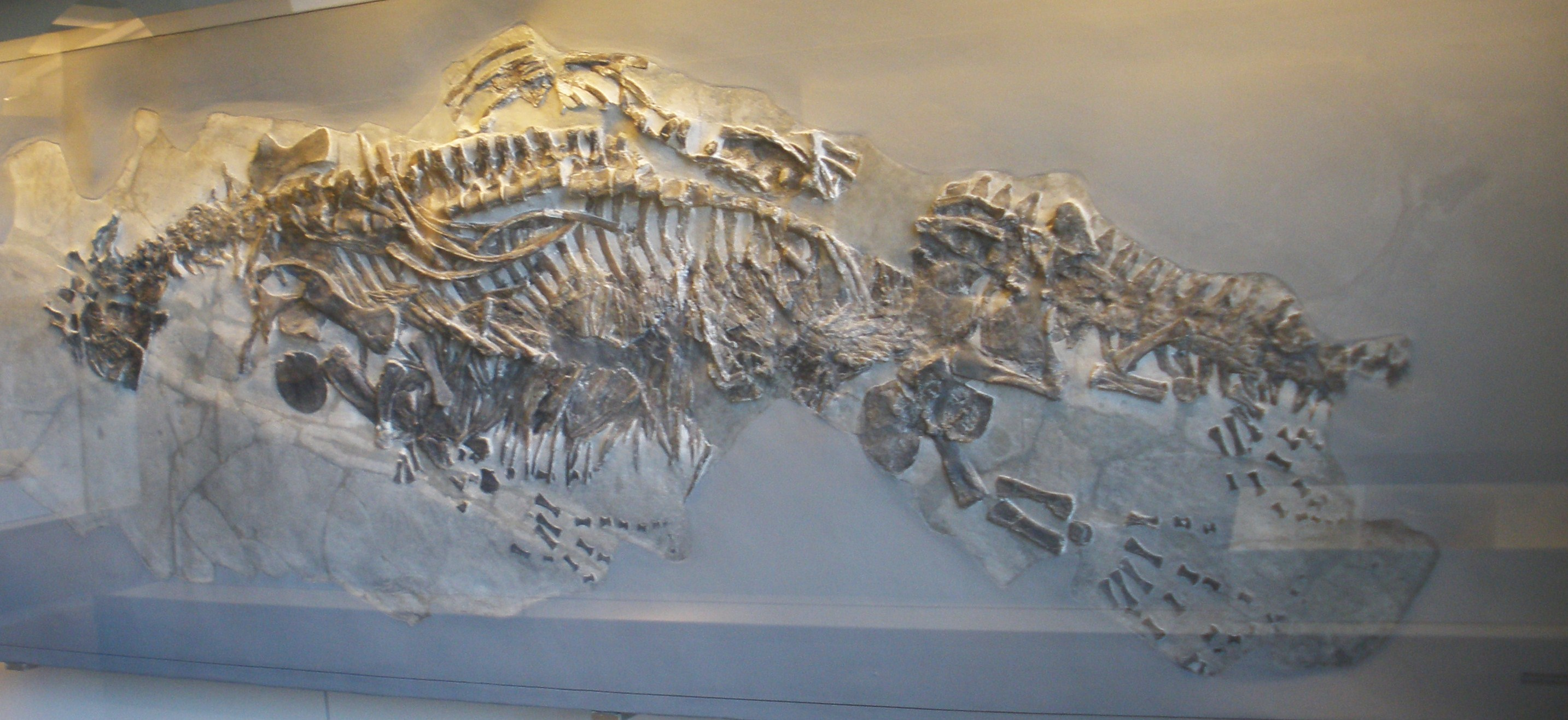
Squelette de l'holotype T 4352 au musée paléontologique de Zurich.
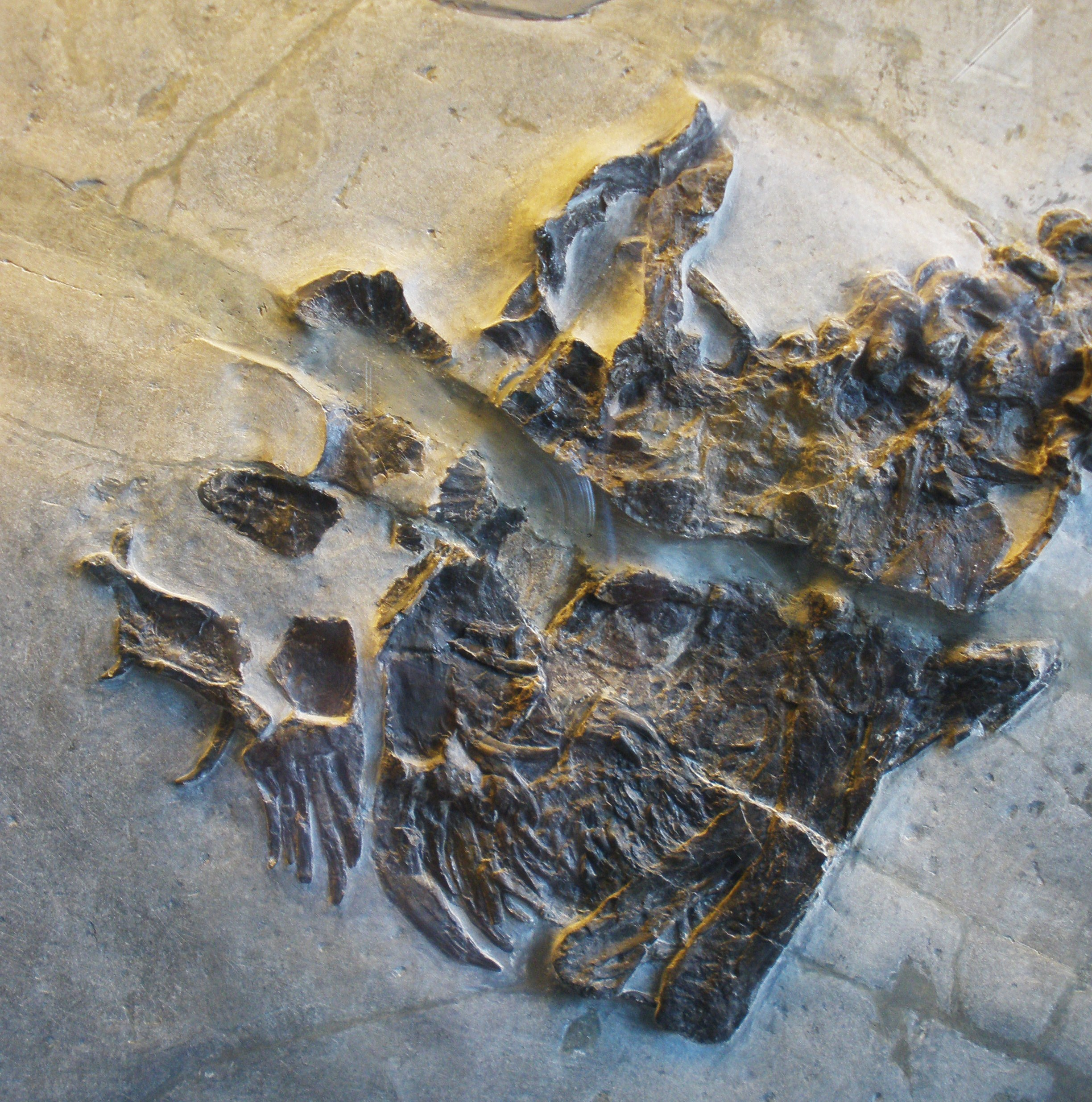
Gros plan sur le crâne.

Leurs dents caniniformes suggèrent qu’Helveticosaurus était prédateur. Contrairement à la plupart des autres reptiles marins dont le crâne est allongé et étroit, sa tête est plutôt robuste et large comme une boîte. On ignore quel rôle pouvait jouer ce court museau dans son alimentation.

## Relations avec les autres sauropsides
Au moment de son nommage et de sa description en 1955, Helveticosaurus a été classé dans l'ordre des placodontes, un groupe de reptiles marins au corps en tonneau dont le mode de vie ressemblait à celui de l'iguane marin actuel. Le genre était considéré comme un membre basal de ce clade, et placé dans la nouvelle famille des Helveticosauridae, au sein de la superfamille des Helveticosauroidea.
Malgré les vertèbres dorsales très similaires à celles des placodontes, le genre n'a pas les caractères autapomorphiques des sauroptérygiens et a donc évolué à partir d'un ancêtre différent, en adoptant indépendamment un mode de vie marin.

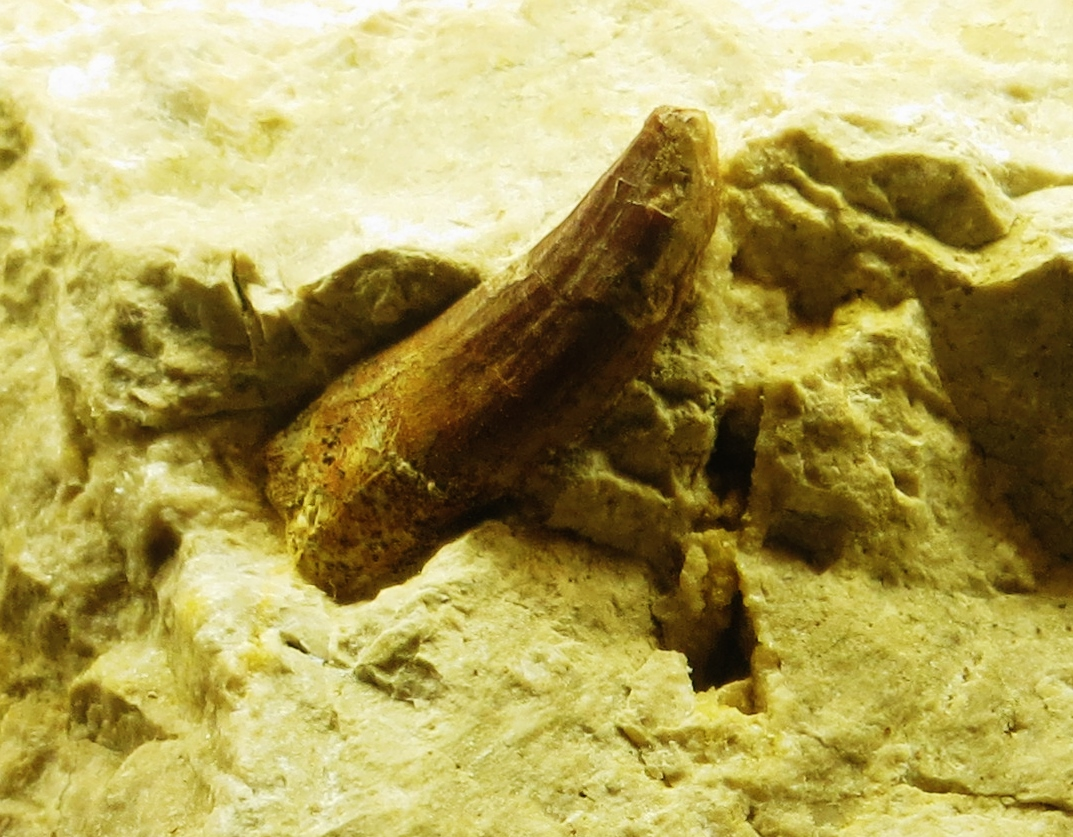
Dent d’Helveticosaurus.

Ses affinités avec les autres diapsides ne sont pas claires, car il est très différent de tous les autres types de reptiles marins connus, sans parent apparemment proche. Il partage des caractéristiques avec les archosauromorphes et est peut-être apparenté à ce groupe. En 2013, une analyse des relations entre reptiles fossiles a montré qu’Helveticosaurus, avec Eusaurosphargis et Saurosphargis (en), est plus proche soit des ichthyoptérygiens soit des sauroptérygiens dans un grand clade de reptiles marins faisant partie des archosauromorphes. Les analyses phylogénétiques les plus récentes ont mis en évidence quHelveticosaurus et Eusaurosphargis sont des groupes frères,, tandis qu'une autre analyse en fait des groupes successifs. Le cladogramme suivant est une version simplifiée de l'analyse phylogénétique de Li et al. (2014), qui comprend Eusaurosphargis, Helveticosaurus et toutes les espèces de saurosphargidés connues. L'ajout ou le retrait d'Ichthyopterygia est celui qui affecte le plus sa topologie, en inversant les positions des clades Eusaurosphargis+Helveticosaurus et thalattosauriformes, et en modifiant les positions de plusieurs taxons parmi les Eosauropterygia (qui ne sont pas montrés ici).
|  | Helveticosaurus zollingeri |
|  |                            |
|  | Eusaurosphargis dalsassoi  |
|  |                            |

|  | Placodontia     |
|  |                 |
|  | Eosauropterygia |
|  |                 |

|  | Largocephalosaurus polycarpon |
|  |                               |
|  | Largocephalosaurus qianensis  |
|  |                               |

|  | Saurosphargis volzi           |
|  |                               |
|  | Sinosaurosphargis yunguiensis |
|  |                               |

|  | Largocephalosaurus polycarpon |
|  |                               |
|  | Largocephalosaurus qianensis  |
|  |                               |

|  | Saurosphargis volzi           |
|  |                               |
|  | Sinosaurosphargis yunguiensis |
|  |                               |

|  | Placodontia     |
|  |                 |
|  | Eosauropterygia |
|  |                 |

|  | Largocephalosaurus polycarpon |
|  |                               |
|  | Largocephalosaurus qianensis  |
|  |                               |

|  | Saurosphargis volzi           |
|  |                               |
|  | Sinosaurosphargis yunguiensis |
|  |                               |

|  | Largocephalosaurus polycarpon |
|  |                               |
|  | Largocephalosaurus qianensis  |
|  |                               |

|  | Saurosphargis volzi           |
|  |                               |
|  | Sinosaurosphargis yunguiensis |
|  |                               |

|  | Helveticosaurus zollingeri |
|  |                            |
|  | Eusaurosphargis dalsassoi  |
|  |                            |

|  | Placodontia     |
|  |                 |
|  | Eosauropterygia |
|  |                 |

|  | Largocephalosaurus polycarpon |
|  |                               |
|  | Largocephalosaurus qianensis  |
|  |                               |

|  | Saurosphargis volzi           |
|  |                               |
|  | Sinosaurosphargis yunguiensis |
|  |                               |

|  | Largocephalosaurus polycarpon |
|  |                               |
|  | Largocephalosaurus qianensis  |
|  |                               |

|  | Saurosphargis volzi           |
|  |                               |
|  | Sinosaurosphargis yunguiensis |
|  |                               |

|  | Placodontia     |
|  |                 |
|  | Eosauropterygia |
|  |                 |

|  | Largocephalosaurus polycarpon |
|  |                               |
|  | Largocephalosaurus qianensis  |
|  |                               |

|  | Saurosphargis volzi           |
|  |                               |
|  | Sinosaurosphargis yunguiensis |
|  |                               |

|  | Largocephalosaurus polycarpon |
|  |                               |
|  | Largocephalosaurus qianensis  |
|  |                               |

|  | Saurosphargis volzi           |
|  |                               |
|  | Sinosaurosphargis yunguiensis |
|  |                               |

|  | Helveticosaurus zollingeri |
|  |                            |
|  | Eusaurosphargis dalsassoi  |
|  |                            |

|  | Placodontia     |
|  |                 |
|  | Eosauropterygia |
|  |                 |

|  | Largocephalosaurus polycarpon |
|  |                               |
|  | Largocephalosaurus qianensis  |
|  |                               |

|  | Saurosphargis volzi           |
|  |                               |
|  | Sinosaurosphargis yunguiensis |
|  |                               |

|  | Largocephalosaurus polycarpon |
|  |                               |
|  | Largocephalosaurus qianensis  |
|  |                               |

|  | Saurosphargis volzi           |
|  |                               |
|  | Sinosaurosphargis yunguiensis |
|  |                               |

|  | Placodontia     |
|  |                 |
|  | Eosauropterygia |
|  |                 |

|  | Largocephalosaurus polycarpon |
|  |                               |
|  | Largocephalosaurus qianensis  |
|  |                               |

|  | Saurosphargis volzi           |
|  |                               |
|  | Sinosaurosphargis yunguiensis |
|  |                               |

|  | Largocephalosaurus polycarpon |
|  |                               |
|  | Largocephalosaurus qianensis  |
|  |                               |

|  | Saurosphargis volzi           |
|  |                               |
|  | Sinosaurosphargis yunguiensis |
|  |                               |

|  | Helveticosaurus zollingeri |
|  |                            |
|  | Eusaurosphargis dalsassoi  |
|  |                            |

|  | Placodontia     |
|  |                 |
|  | Eosauropterygia |
|  |                 |

|  | Largocephalosaurus polycarpon |
|  |                               |
|  | Largocephalosaurus qianensis  |
|  |                               |

|  | Saurosphargis volzi           |
|  |                               |
|  | Sinosaurosphargis yunguiensis |
|  |                               |

|  | Largocephalosaurus polycarpon |
|  |                               |
|  | Largocephalosaurus qianensis  |
|  |                               |

|  | Saurosphargis volzi           |
|  |                               |
|  | Sinosaurosphargis yunguiensis |
|  |                               |

|  | Placodontia     |
|  |                 |
|  | Eosauropterygia |
|  |                 |

|  | Largocephalosaurus polycarpon |
|  |                               |
|  | Largocephalosaurus qianensis  |
|  |                               |

|  | Saurosphargis volzi           |
|  |                               |
|  | Sinosaurosphargis yunguiensis |
|  |                               |

|  | Largocephalosaurus polycarpon |
|  |                               |
|  | Largocephalosaurus qianensis  |
|  |                               |

|  | Saurosphargis volzi           |
|  |                               |
|  | Sinosaurosphargis yunguiensis |
|  |                               |

|  | Helveticosaurus zollingeri |
|  |                            |
|  | Eusaurosphargis dalsassoi  |
|  |                            |

|  | Placodontia     |
|  |                 |
|  | Eosauropterygia |
|  |                 |

|  | Largocephalosaurus polycarpon |
|  |                               |
|  | Largocephalosaurus qianensis  |
|  |                               |

|  | Saurosphargis volzi           |
|  |                               |
|  | Sinosaurosphargis yunguiensis |
|  |                               |

|  | Largocephalosaurus polycarpon |
|  |                               |
|  | Largocephalosaurus qianensis  |
|  |                               |

|  | Saurosphargis volzi           |
|  |                               |
|  | Sinosaurosphargis yunguiensis |
|  |                               |

|  | Placodontia     |
|  |                 |
|  | Eosauropterygia |
|  |                 |

|  | Largocephalosaurus polycarpon |
|  |                               |
|  | Largocephalosaurus qianensis  |
|  |                               |

|  | Saurosphargis volzi           |
|  |                               |
|  | Sinosaurosphargis yunguiensis |
|  |                               |

|  | Largocephalosaurus polycarpon |
|  |                               |
|  | Largocephalosaurus qianensis  |
|  |                               |

|  | Saurosphargis volzi           |
|  |                               |
|  | Sinosaurosphargis yunguiensis |
|  |                               |

|  | Helveticosaurus zollingeri |
|  |                            |
|  | Eusaurosphargis dalsassoi  |
|  |                            |

|  | Placodontia     |
|  |                 |
|  | Eosauropterygia |
|  |                 |

|  | Largocephalosaurus polycarpon |
|  |                               |
|  | Largocephalosaurus qianensis  |
|  |                               |

|  | Saurosphargis volzi           |
|  |                               |
|  | Sinosaurosphargis yunguiensis |
|  |                               |

|  | Largocephalosaurus polycarpon |
|  |                               |
|  | Largocephalosaurus qianensis  |
|  |                               |

|  | Saurosphargis volzi           |
|  |                               |
|  | Sinosaurosphargis yunguiensis |
|  |                               |

|  | Placodontia     |
|  |                 |
|  | Eosauropterygia |
|  |                 |

|  | Largocephalosaurus polycarpon |
|  |                               |
|  | Largocephalosaurus qianensis  |
|  |                               |

|  | Saurosphargis volzi           |
|  |                               |
|  | Sinosaurosphargis yunguiensis |
|  |                               |

|  | Largocephalosaurus polycarpon |
|  |                               |
|  | Largocephalosaurus qianensis  |
|  |                               |

|  | Saurosphargis volzi           |
|  |                               |
|  | Sinosaurosphargis yunguiensis |
|  |                               |

|  | Helveticosaurus zollingeri |
|  |                            |
|  | Eusaurosphargis dalsassoi  |
|  |                            |

|  | Placodontia     |
|  |                 |
|  | Eosauropterygia |
|  |                 |

|  | Largocephalosaurus polycarpon |
|  |                               |
|  | Largocephalosaurus qianensis  |
|  |                               |

|  | Saurosphargis volzi           |
|  |                               |
|  | Sinosaurosphargis yunguiensis |
|  |                               |

|  | Largocephalosaurus polycarpon |
|  |                               |
|  | Largocephalosaurus qianensis  |
|  |                               |

|  | Saurosphargis volzi           |
|  |                               |
|  | Sinosaurosphargis yunguiensis |
|  |                               |

|  | Placodontia     |
|  |                 |
|  | Eosauropterygia |
|  |                 |

|  | Largocephalosaurus polycarpon |
|  |                               |
|  | Largocephalosaurus qianensis  |
|  |                               |

|  | Saurosphargis volzi           |
|  |                               |
|  | Sinosaurosphargis yunguiensis |
|  |                               |

|  | Largocephalosaurus polycarpon |
|  |                               |
|  | Largocephalosaurus qianensis  |
|  |                               |

|  | Saurosphargis volzi           |
|  |                               |
|  | Sinosaurosphargis yunguiensis |
|  |                               |

|  | Helveticosaurus zollingeri |
|  |                            |
|  | Eusaurosphargis dalsassoi  |
|  |                            |

|  | Placodontia     |
|  |                 |
|  | Eosauropterygia |
|  |                 |

|  | Largocephalosaurus polycarpon |
|  |                               |
|  | Largocephalosaurus qianensis  |
|  |                               |

|  | Saurosphargis volzi           |
|  |                               |
|  | Sinosaurosphargis yunguiensis |
|  |                               |

|  | Largocephalosaurus polycarpon |
|  |                               |
|  | Largocephalosaurus qianensis  |
|  |                               |

|  | Saurosphargis volzi           |
|  |                               |
|  | Sinosaurosphargis yunguiensis |
|  |                               |

|  | Placodontia     |
|  |                 |
|  | Eosauropterygia |
|  |                 |

|  | Largocephalosaurus polycarpon |
|  |                               |
|  | Largocephalosaurus qianensis  |
|  |                               |

|  | Saurosphargis volzi           |
|  |                               |
|  | Sinosaurosphargis yunguiensis |
|  |                               |

|  | Largocephalosaurus polycarpon |
|  |                               |
|  | Largocephalosaurus qianensis  |
|  |                               |

|  | Saurosphargis volzi           |
|  |                               |
|  | Sinosaurosphargis yunguiensis |
|  |                               |

|  | Helveticosaurus zollingeri |
|  |                            |
|  | Eusaurosphargis dalsassoi  |
|  |                            |

|  | Placodontia     |
|  |                 |
|  | Eosauropterygia |
|  |                 |

|  | Largocephalosaurus polycarpon |
|  |                               |
|  | Largocephalosaurus qianensis  |
|  |                               |

|  | Saurosphargis volzi           |
|  |                               |
|  | Sinosaurosphargis yunguiensis |
|  |                               |

|  | Largocephalosaurus polycarpon |
|  |                               |
|  | Largocephalosaurus qianensis  |
|  |                               |

|  | Saurosphargis volzi           |
|  |                               |
|  | Sinosaurosphargis yunguiensis |
|  |                               |

|  | Placodontia     |
|  |                 |
|  | Eosauropterygia |
|  |                 |

|  | Largocephalosaurus polycarpon |
|  |                               |
|  | Largocephalosaurus qianensis  |
|  |                               |

|  | Saurosphargis volzi           |
|  |                               |
|  | Sinosaurosphargis yunguiensis |
|  |                               |

|  | Largocephalosaurus polycarpon |
|  |                               |
|  | Largocephalosaurus qianensis  |
|  |                               |

|  | Saurosphargis volzi           |
|  |                               |
|  | Sinosaurosphargis yunguiensis |
|  |                               |

|  | Helveticosaurus zollingeri |
|  |                            |
|  | Eusaurosphargis dalsassoi  |
|  |                            |

|  | Placodontia     |
|  |                 |
|  | Eosauropterygia |
|  |                 |

|  | Largocephalosaurus polycarpon |
|  |                               |
|  | Largocephalosaurus qianensis  |
|  |                               |

|  | Saurosphargis volzi           |
|  |                               |
|  | Sinosaurosphargis yunguiensis |
|  |                               |

|  | Largocephalosaurus polycarpon |
|  |                               |
|  | Largocephalosaurus qianensis  |
|  |                               |

|  | Saurosphargis volzi           |
|  |                               |
|  | Sinosaurosphargis yunguiensis |
|  |                               |

|  | Placodontia     |
|  |                 |
|  | Eosauropterygia |
|  |                 |

|  | Largocephalosaurus polycarpon |
|  |                               |
|  | Largocephalosaurus qianensis  |
|  |                               |

|  | Saurosphargis volzi           |
|  |                               |
|  | Sinosaurosphargis yunguiensis |
|  |                               |

|  | Largocephalosaurus polycarpon |
|  |                               |
|  | Largocephalosaurus qianensis  |
|  |                               |

|  | Saurosphargis volzi           |
|  |                               |
|  | Sinosaurosphargis yunguiensis |
|  |                               |

|  | Helveticosaurus zollingeri |
|  |                            |
|  | Eusaurosphargis dalsassoi  |
|  |                            |

|  | Placodontia     |
|  |                 |
|  | Eosauropterygia |
|  |                 |

|  | Largocephalosaurus polycarpon |
|  |                               |
|  | Largocephalosaurus qianensis  |
|  |                               |

|  | Saurosphargis volzi           |
|  |                               |
|  | Sinosaurosphargis yunguiensis |
|  |                               |

|  | Largocephalosaurus polycarpon |
|  |                               |
|  | Largocephalosaurus qianensis  |
|  |                               |

|  | Saurosphargis volzi           |
|  |                               |
|  | Sinosaurosphargis yunguiensis |
|  |                               |

|  | Placodontia     |
|  |                 |
|  | Eosauropterygia |
|  |                 |

|  | Largocephalosaurus polycarpon |
|  |                               |
|  | Largocephalosaurus qianensis  |
|  |                               |

|  | Saurosphargis volzi           |
|  |                               |
|  | Sinosaurosphargis yunguiensis |
|  |                               |

|  | Largocephalosaurus polycarpon |
|  |                               |
|  | Largocephalosaurus qianensis  |
|  |                               |

|  | Saurosphargis volzi           |
|  |                               |
|  | Sinosaurosphargis yunguiensis |
|  |                               |

|  | Helveticosaurus zollingeri |
|  |                            |
|  | Eusaurosphargis dalsassoi  |
|  |                            |

|  | Placodontia     |
|  |                 |
|  | Eosauropterygia |
|  |                 |

|  | Largocephalosaurus polycarpon |
|  |                               |
|  | Largocephalosaurus qianensis  |
|  |                               |

|  | Saurosphargis volzi           |
|  |                               |
|  | Sinosaurosphargis yunguiensis |
|  |                               |

|  | Largocephalosaurus polycarpon |
|  |                               |
|  | Largocephalosaurus qianensis  |
|  |                               |

|  | Saurosphargis volzi           |
|  |                               |
|  | Sinosaurosphargis yunguiensis |
|  |                               |

|  | Placodontia     |
|  |                 |
|  | Eosauropterygia |
|  |                 |

|  | Largocephalosaurus polycarpon |
|  |                               |
|  | Largocephalosaurus qianensis  |
|  |                               |

|  | Saurosphargis volzi           |
|  |                               |
|  | Sinosaurosphargis yunguiensis |
|  |                               |

|  | Largocephalosaurus polycarpon |
|  |                               |
|  | Largocephalosaurus qianensis  |
|  |                               |

|  | Saurosphargis volzi           |
|  |                               |
|  | Sinosaurosphargis yunguiensis |
|  |                               |

|  | Helveticosaurus zollingeri |
|  |                            |
|  | Eusaurosphargis dalsassoi  |
|  |                            |

|  | Placodontia     |
|  |                 |
|  | Eosauropterygia |
|  |                 |

|  | Largocephalosaurus polycarpon |
|  |                               |
|  | Largocephalosaurus qianensis  |
|  |                               |

|  | Saurosphargis volzi           |
|  |                               |
|  | Sinosaurosphargis yunguiensis |
|  |                               |

|  | Largocephalosaurus polycarpon |
|  |                               |
|  | Largocephalosaurus qianensis  |
|  |                               |

|  | Saurosphargis volzi           |
|  |                               |
|  | Sinosaurosphargis yunguiensis |
|  |                               |

|  | Placodontia     |
|  |                 |
|  | Eosauropterygia |
|  |                 |

|  | Largocephalosaurus polycarpon |
|  |                               |
|  | Largocephalosaurus qianensis  |
|  |                               |

|  | Saurosphargis volzi           |
|  |                               |
|  | Sinosaurosphargis yunguiensis |
|  |                               |

|  | Largocephalosaurus polycarpon |
|  |                               |
|  | Largocephalosaurus qianensis  |
|  |                               |

|  | Saurosphargis volzi           |
|  |                               |
|  | Sinosaurosphargis yunguiensis |
|  |                               |

|  | Helveticosaurus zollingeri |
|  |                            |
|  | Eusaurosphargis dalsassoi  |
|  |                            |

|  | Placodontia     |
|  |                 |
|  | Eosauropterygia |
|  |                 |

|  | Largocephalosaurus polycarpon |
|  |                               |
|  | Largocephalosaurus qianensis  |
|  |                               |

|  | Saurosphargis volzi           |
|  |                               |
|  | Sinosaurosphargis yunguiensis |
|  |                               |

|  | Largocephalosaurus polycarpon |
|  |                               |
|  | Largocephalosaurus qianensis  |
|  |                               |

|  | Saurosphargis volzi           |
|  |                               |
|  | Sinosaurosphargis yunguiensis |
|  |                               |

|  | Placodontia     |
|  |                 |
|  | Eosauropterygia |
|  |                 |

|  | Largocephalosaurus polycarpon |
|  |                               |
|  | Largocephalosaurus qianensis  |
|  |                               |

|  | Saurosphargis volzi           |
|  |                               |
|  | Sinosaurosphargis yunguiensis |
|  |                               |

|  | Largocephalosaurus polycarpon |
|  |                               |
|  | Largocephalosaurus qianensis  |
|  |                               |

|  | Saurosphargis volzi           |
|  |                               |
|  | Sinosaurosphargis yunguiensis |
|  |                               |

|  | Helveticosaurus zollingeri |
|  |                            |
|  | Eusaurosphargis dalsassoi  |
|  |                            |

|  | Placodontia     |
|  |                 |
|  | Eosauropterygia |
|  |                 |

|  | Largocephalosaurus polycarpon |
|  |                               |
|  | Largocephalosaurus qianensis  |
|  |                               |

|  | Saurosphargis volzi           |
|  |                               |
|  | Sinosaurosphargis yunguiensis |
|  |                               |

|  | Largocephalosaurus polycarpon |
|  |                               |
|  | Largocephalosaurus qianensis  |
|  |                               |

|  | Saurosphargis volzi           |
|  |                               |
|  | Sinosaurosphargis yunguiensis |
|  |                               |

|  | Placodontia     |
|  |                 |
|  | Eosauropterygia |
|  |                 |

|  | Largocephalosaurus polycarpon |
|  |                               |
|  | Largocephalosaurus qianensis  |
|  |                               |

|  | Saurosphargis volzi           |
|  |                               |
|  | Sinosaurosphargis yunguiensis |
|  |                               |

|  | Largocephalosaurus polycarpon |
|  |                               |
|  | Largocephalosaurus qianensis  |
|  |                               |

|  | Saurosphargis volzi           |
|  |                               |
|  | Sinosaurosphargis yunguiensis |
|  |                               |

|  | Helveticosaurus zollingeri |
|  |                            |
|  | Eusaurosphargis dalsassoi  |
|  |                            |

|  | Placodontia     |
|  |                 |
|  | Eosauropterygia |
|  |                 |

|  | Largocephalosaurus polycarpon |
|  |                               |
|  | Largocephalosaurus qianensis  |
|  |                               |

|  | Saurosphargis volzi           |
|  |                               |
|  | Sinosaurosphargis yunguiensis |
|  |                               |

|  | Largocephalosaurus polycarpon |
|  |                               |
|  | Largocephalosaurus qianensis  |
|  |                               |

|  | Saurosphargis volzi           |
|  |                               |
|  | Sinosaurosphargis yunguiensis |
|  |                               |

|  | Placodontia     |
|  |                 |
|  | Eosauropterygia |
|  |                 |

|  | Largocephalosaurus polycarpon |
|  |                               |
|  | Largocephalosaurus qianensis  |
|  |                               |

|  | Saurosphargis volzi           |
|  |                               |
|  | Sinosaurosphargis yunguiensis |
|  |                               |

|  | Largocephalosaurus polycarpon |
|  |                               |
|  | Largocephalosaurus qianensis  |
|  |                               |

|  | Saurosphargis volzi           |
|  |                               |
|  | Sinosaurosphargis yunguiensis |
|  |                               |

## Parentés possibles
Des restes de pelvis de l'exemplaire SVT 203, découvert dans des strates plus anciennes du Trias inférieur au  Spitsberg, pourraient présenter des ressemblances avec les restes de pelvis d’Helveticosaurus. Ceci n'est cependant valable que si l'élément antérieur de la ceinture pelvienne d’Helveticosaurus est interprétée comme le pubis. Le pubis de SVT 203 partage aussi des ressemblances avec ceux des placodontes, bien que l'ischion s'en distingue par l'absence de resserrement. SVT 203 avait d'abord été attribué à l'ichthyosaure Grippia longirostris, mais ses pubis, fémur, métatarses et phalanges suggèrent qu'il ne s'agit pas d'un ichthyoptérygien, ce qui rend plus probable qu'il appartienne à un taxon apparenté, et peut-être ancestral, Helveticosaurus, bien que plus de fossiles soient nécessaires pour en avoir une confirmation définitive. La petite taille des restes de SVT 203 par rapport à Helveticosaurus, ainsi que la compression visible aux deux extrémités de son fémur, pourraient indiquer qu'il s'agit d'une forme juvénile de son espèce, mais la distance à la fois géographique et temporelle de SVT 203 et d’Helveticosaurus rendent la comparaison de leur taille inutile pour déterminer son éventuelle immaturité, dans la mesure où il est possible qu’Helveticosaurus ait évolué à partir d'un ancêtre plus petit.